# Gnophos alvandica
Gnophos alvandica är en fjärilsart som beskrevs av Eugen Wehrli 1939. Gnophos alvandica ingår i släktet Gnophos och familjen mätare. Inga underarter finns listade i Catalogue of Life.